# 平岡英郎
平岡 英郎（ひらおか ひでお、1971年4月30日 - ）は、栃木県宇都宮市出身のレーサー。D1グランプリ やフォーミュラ・ドリフト ジャパンに参戦している。

## 経歴
ドリフト競技の黎明期からドリフトの大会に参戦しており、1992年、筑波サーキットにて開催されたCARBOYドリコンGP第3戦に、チームRapidとして平岡・米津ペアにて出場。グループ交際クラスにて優勝を果たす。1996年にも同じく筑波サーキットにて開催されたCARBOYドリコンGPに、同チーム・同ペアで出場。グループ交際クラスにて再び優勝を果たした。また、サンプロス主催のいかす走り屋チーム天国の第38回東北大会に、熊久保信重や古口美範と共にK-Style with Rapidを結成し参戦。団体戦優勝を果たしている。
その後、福島県二本松市の熊久保信重が経営していたcar shop K-STYLEで、店長として数年間従事。その頃始まったD1グランプリ（D1GP）に初戦より参戦を開始した。
2001年、D1GP第4戦エビスサーキット南戦にて、上野高広と壮絶な追走を決勝戦で行い、準優勝を果たす。
2002年のD1GPには、ドリフトの大会でスポンサーが付くことが珍しかった時代に、ブリッツの野村謙に続き、トラストワークスからJZX100チェイサーにて参戦。しかし戦績は伴わず、2003年にS15シルビアにマシンチェンジするも、入賞すらままならなかった。
2004年、チームDRoo-Pに移籍し、AE86トレノにてD1GPへ参戦。翌年にはZ33フェアレディZにマシンを変更し、他チームのフェアレディZがターボエンジンで参戦する中、NAエンジンで奮闘した。
2006年、チーム ワイズスクエアに移籍し、S15シルビアにてD1GP参戦。D1初の鈴鹿サーキットラウンドとなった第6戦で初優勝を果たす。
2008年、かつての盟友・熊久保が率いるチームオレンジに移籍。熊久保が2006年にD1GPチャンピオンを獲得した際のマシン、GDBインプレッサでシーズンを戦った。
2011年からは、D1グランプリの運営から脱退した土屋圭市と稲田大二郎が立ち上げたドリフトマッスル（2018年以降はドリフトキングダム）に初戦より参戦。マシンはS13シルビアや180SXを経て、LEAD RACINGに移籍した2017年からはFD3S RX-7を駆る。好成績を残しており、2018年にはチャンピオンを獲得した。
2019年・2020年は、LEAD RACINGからフォーミュラ・ドリフト ジャパン（FDJ）へFD3S RX-7で参戦した。また、2021年にはFDJで使用したRX-7で筑波サーキットでのタイムアタックに挑み、59秒台という好タイムを記録している。
2022年は、86でFDJの下位カテゴリーとなるFDJ2に参戦する。